# Stanislav Šusta
Stanislav Šusta (* 10. listopadu 1923 Praha) je český spisovatel, prozaik a autor literatury faktu.

## Život
Stanislav Šusta se roku 1941 vyučil strojním zámečníkem a pak pracoval jako dělník. Roku 1948 maturoval na strojní průmyslové škole. Následné studium na Vysoké škole politické nedokončil. V letech 1948–1950 byl redaktorem Rudého práva a pak Obrany lidu. Roku 1956 absolvoval vojensko-politické učiliště a roku 1957 přestoupil do složek Ministerstva vnitra. Roku 1973 vystudoval fakultu žurnalistiky. V letech 1969–1979 byl redaktorem a později i šéfredaktorem časopisu Stráž vlasti a od roku 1980 pracoval jako redaktor nakladatelství Naše vojsko.
Jako spisovatel se soustředil na psaní literatury faktu, detektivních románů, dobrodružných příběhů pro mládež z práce Veřejné bezpečnosti a příběhů z občanské války v Rusku. Jeho knihy jsou ideově orientované na komunistický režim v Československu.

## Dílo
- Živí nemlčí (1960), příběhy československých rudoarmějců, spoluautor Otakar Brůna.
- Poklad jezerních hlubin (1965), pátrání po tajných nacistických dokumentech v rakouském Toplitzském jezeře a především v Černém jezeře na Šumavě, spoluautor Otakar Brůna.
- Cesty ohněm (1972), další příběhy československých rudoarmějců.
- V únoru mi bylo dvanáct (1973), povídka pro mládež, únorové události viděné očima dvanáctiletého chlapce.
- Konec dobrodruhů (1973), detektivní povídky, spoluautor Přemysl Kopeček.
- Ešalon smrti (1974), dobrodružný román pro mládež z prostředí československého legionářského vojska v Rusku dva roky po Říjnové revoluci.
- Město v ohni (1975), dobrodružný román pro mládež, příběh šestnáctiletého Franty Svátka, odbojáře proti nacistům, vrcholící za Květnového povstání v roce 1945.
- Strážci hranic (1976), obrázková knížka pro děti o práci příslušníků pohraniční stráže.
- Na rozcestí dějin (1977), příběhy z Říjnové revoluce a občanské války v Rusku.
- Stopy vrahů (1978), dobrodružný román pro mládež, pokračování knihy Město v ohni odehrávající se roku 1951 na Šumavě, kde se Franta Svátek a naši pohraničníci střetávají s agenty západních rozvědek.
- Stopy na hranici (1978), sborník povídek a črt ze života pohraničníků.
- Únos doktora Neumanna (1980), román o průmyslové diverzi pomocí počítačů.
- Návštěva z onoho světa (1980), dobrodružný román pro mládež, pokračování knihy Stopy vrahů odehrávající se roku 1960, ve kterém Franta Svátek objeví fašistického zločince a odhalí špionážní agenturu.
- Návštěva z onoho světa (1980), kriminální román o odhalení západoněmeckého gangu pašujícího drogy.
- Svědectví z hlubin (1983), detektivní příběh.
- Záhada staré jeskyně (1984), dobrodružný příběh pro mládež o skupině dětí, kteří pomáhají chránit naše hranice.
- Tři kroky do tmy (1985), společné, přepracované a do jednoho příběhu spojené vydání autorových knih Město v ohni, Stopy vrahů a Návštěva z onoho světa s hlavním hrdinou Frantou Svátkem.
- Neviditelné hráze (1985), povídky o pohraničnících.
- Svědkové vzdálené přítomnosti (1987), příběhy československých rudoarmějců.
- Zelený drak (1988), detektivní příběh.
- Stopami Vlků (1989), dobrodružný příběh pro mládež, pokračování knihy Záhada staré jeskyně.
- Konec žabích mužů (1990), dobrodružný román pro mládež.